# 田調 Live in Life
《田調 Live in Life》，是台灣女歌手、S.H.E成員HEBE田馥甄的第三輪巡演。此次巡演自2025年5月17日至5月18日在台灣台南北門井仔腳瓦盤鹽田揭開序幕。由樂來樂好、何樂音樂製作。

## 商業表現
此次巡迴演出自2025年4月8日起至11日下午1時開放實名登記抽選，此次巡演共有10場演出，合計2萬張門票，主辦單位表示共有20萬名樂迷們上網登記抽選門票。

## 場次
原訂於2025年6月7日與6月8日，於新北市萬里區熱氣流飛行場舉辦之場次，因在演出籌備過程中產生諸多不可預期之風險，考量場地周邊環境及整體安全規劃等因素主辦單位多方審慎研議後，決定捨棄萬里場地，將原定演出日延期，並調整地點改至南投埔里暨南大學舉行。
| 日期          | 國家及地區 | 城市 | 場地                        | 備註             | 觀眾人數 |
| ------------- | ---------- | ---- | --------------------------- | ---------------- | -------- |
| 2025年5月17日 | 臺灣       | 台南 | 北門井仔腳瓦盤鹽田          |                  | 20,000人 |
| 2025年5月18日 | 臺灣       | 台南 | 北門井仔腳瓦盤鹽田          |                  | 20,000人 |
| 2025年5月24日 | 臺灣       | 南投 | 埔里虎嘯山嵐飛行場          |                  | 20,000人 |
| 2025年5月25日 | 臺灣       | 南投 | 埔里虎嘯山嵐飛行場          |                  | 20,000人 |
| 2025年6月7日  | 臺灣       | 新北 | 萬里熱氣流飛行場            | 取消             | 20,000人 |
| 2025年6月8日  | 臺灣       | 新北 | 萬里熱氣流飛行場            | 取消             | 20,000人 |
| 2025年6月21日 | 臺灣       | 高雄 | 衛武營戶外劇場              |                  | 20,000人 |
| 2025年6月22日 | 臺灣       | 高雄 | 衛武營戶外劇場              |                  | 20,000人 |
| 2025年6月28日 | 臺灣       | 屏東 | 恆春聯福磚窯                |                  | 20,000人 |
| 2025年6月29日 | 臺灣       | 屏東 | 恆春聯福磚窯                |                  | 20,000人 |
| 2025年7月5日  | 臺灣       | 南投 | 埔里暨南大學 （科院大草坪） | 原新北場平移舉辦 | 20,000人 |
| 2025年7月6日  | 臺灣       | 南投 | 埔里暨南大學 （科院大草坪） | 原新北場平移舉辦 | 20,000人 |

## 工作團隊
- 主辦單位：樂來樂好有限公司、何樂音樂有限公司
- 演出製作：Good Show Lab 好秀有限公司
- 導演／製作統籌：劉柏君
- 導演組：黃郁雅、陳以洛、Angus Tsai、許正蕾、鄭雅勻、黃家轅、鄭宏章、李妍霈、伊晉褕
- 音樂總監：陳建騏
- 音樂執行總監：黃少雍
- Band Leader / 貝斯：程杰
- 貝斯：張為智
- 吉他：梁恩傑、蔣希夷
- 吉他：張庭榮
- 鍵盤：張晁毓、張少瑜
- 鼓組：楊凱淋、陳柏州
- 小號：李宇宸
- Program：林頡、戴建宇
- F.O.H Engineer：毛琮文
- Monitor Engineer：陳均墀、吳佳倫
- 燈光設計：鹿米工作室
- 南投虎嘯雷射設計：迦洋工作室
- 恆春磚窯燈光訊號工程：Tispy Studio
- 恆春磚窯裝置 & 打卡點設計：艸非火 Fake Fire Atelier
- 場地製片：呂彥萩、鄭宇璿、王教宇、謝育宏
- 藝人化妝：曾宥寧
- 藝人髮型：姚介堃 Ethan Yao @ flux collector（台南井仔腳瓦盤鹽田／南投埔里虎嘯山莊飛行場／高雄衛武營戶外劇場）、連瓊珊 Sandy Lien @ HC-Group（屏東恆春聯福磚窯／南投埔里暨南大學）
- 藝人造型：方綺倫
- 藝人造型助理／樂手造型：楊孟築
- 主視覺設計：Leanne Chen
- 平面攝影：Summer Tung
- 影像製作：做個好女孩映像 Be a Good Girl Studio
- 攝影：劉政瑋、邱羿寧、順
- 空拍：鏡界航拍 蕭宇哲、康覺之、孫宇喬、尹耀文
- 剪輯：盧姵文
- 動畫／調光：蘇芳榆
- 靈魂伴侶掌舵者：阿土
- 硬體工程統籌：必應創造  黃建榮、彭恩強、朱茱蒂、鍾雅棋、黃詣婷、陳佑典、李依庭、凃易暄、廖珞昕、林奕穎
- 舞台工程：義特舞台音響工程有限公司(台南鹽田/高雄衛武營/恆春磚窯) 、銓閎有限公司(南投虎嘯)
- 音響樂器工程：禾田演出設備有限公司
- 樂器工程：必應創造股份有限公司
- 燈光工程：時代音響企業社(台南鹽田) 、佐佐創作有限公司(南投虎嘯)
- 雷射工程：華爍科技企業有限公司(南投虎嘯)
- MADRIX燈飾工程：五二零視覺設計有限公司(高雄衛武營)
- 特效工程：宏益舞台特效有限公司(高雄衛武營)
- 視訊工程：必應創造股份有限公司
- 視訊工程：偉緻影音企業有限公司(高雄衛武營)
- 機械工程：銓閎舞台 機關設計執行部(南投暨大)
- 氣球工程：鐵三角育樂有限公司(南投暨大)
- 電力工程：鴻原電機有限公司(台南鹽田/南投虎嘯/南投暨大)
- 佈置工程：展億活動整合有限公司
- 行政統籌：聲揚事業有限公司
- 人    力：動員創意股份有限公司
- 售票系統：Ticket Plus遠大售票系統
- 接 駁 車：速可達通運有限公司(鹽田場、虎嘯場、暨大場)
- 清潔團隊：潔品有限公司(鹽田場、虎嘯場)
- 勁鑫實業有限公司(衛武營場、恆春場、暨大場)
- 流動廁所：清傑企業社
- 救護站：大騰救護車有限公司(鹽田場、衛武營場、恆春場)
- 以琳救護車有限公司(虎嘯場、暨大場)
- 現場輸出物：采毓活動整合行銷有限公司
- 保全：強固保全股份有限公司
- 義交：
  - 台南市義勇交通警察大隊善化分隊(鹽田場)
  - 南投縣交通義勇警察大隊埔里中隊(虎嘯場、暨大場)
  - 屏東縣義警大隊恆春中隊(恆春場)
- 週邊商品：可勢整合創意有限公司
- 保安公司：御行管理顧問有限公司
- 場地：台南井仔腳瓦盤鹽田、南投埔里虎嘯山嵐飛行場、高雄衛武營戶外劇場、屏東恆春聯福磚窯、南投埔里暨南大學